# Manijci
Manijci su bili ilirsko pleme.
Naziv splitskog kvarta Manuša vezan je uz ovo ilirsko pleme, a po njima se i Brački kanal u rimsko doba nazivao Sinus Manius.
U Manušu se nalazi i arheološki lokalitet vezan uz ovo pleme, nazvan Ad basilicas pictas. Nalazi se u blizini zgrade općine, točnije kod uprave vodovoda. 
Ovo je najstariji arheološki lokalitet u Split, čak 400 godina stariji od Dioklecijanove palače.
U planu je izgradnja stambenog kompleksa "Ad basilica pictas" na mjestu ovog nalazišta.